# Personalidad límite
La Personalidad Límite es el conjunto dinámico de disposiciones de la conducta y rasgos de la personalidad que se dan en especial en las personas que padecen el trastorno límite de la personalidad. Se caracteriza por una marcada impulsividad, accesos de ira incontrolada e inapropiada, inestabilidad y desregulación emocional, disociación, pensamientos extremos y un gran temor al abandono (real o imaginario) que les lleva a realizar esfuerzos enormes para evitarlo. Los rasgos de la personalidad pueden proceder de los patrones recibidos del ambiente, en especial familiar, en la temprana infancia, en el que contribuyen distintos tipos de abuso, negligencia, abandono o invalidación. Estos estímulos ambientales interactúan con la biología del individuo, de modo que producen grados y variantes de esta personalidad, que en caso de implantarse en individuos con una vulnerabilidad biológica especial, pueden dar lugar al Trastorno límite de la personalidad.

## Modelos de formación de la personalidad TLP
Desde la identificación en la psicología contemporánea del trastorno, se han realizado, desde las diferentes escuelas de psicología diferentes modelos de explicativos de cómo se forma la personalidad del TLP. entre otros, se han propuesto los siguientes:

### Modelo de formación desde el psicoanálisis

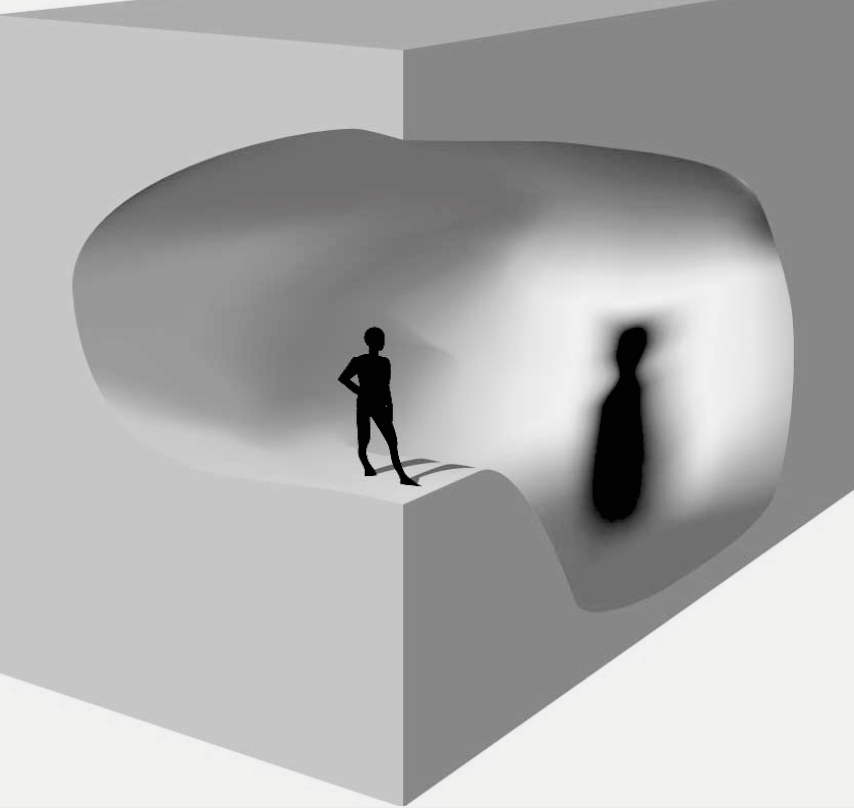
La figura ilustra la identificación proyectiva: la persona de la ilustración mira a su entorno. Cree reconocer determinadas cualidades de otro objeto (representado aquí como una sombra) en el entorno. La persona no se da cuenta de que las cualidades percibidas en realidad son parte de ella misma.

Según Otto F.Kernberg y otros autores el TLP es el resultado de que ciertos procesos de desarrollo en la temprana infancia no se han recorrido con éxito. Para que se produzca un desarrollo sano el individuo debe conseguir la "separación" de su "Yo" de otros objetos. Además, los componentes del Yo fragmentados deben integrarse en un todo. Solo entonces los seres humanos pueden reunir la fragmentación primitiva del "solamente bueno" y "solamente malo" en el mismo objeto. 
Esto se refiere especialmente a las buenas y malas experiencias con la madre. La madre puede, por ejemplo, ser experimentada como "buena" si se entrega a los cuidados del hijo. Si por el contrario, la madre está ausente mucho tiempo, se la experimenta como mala. Esta experiencia contradictoria provoca inicialmente una disociación.
Con un desarrollo sano, el niño aprenderá que la madre existe también cuando está ausente. Se llama permanencia del objeto o constancia del objeto a esta capacidad de comprender que un objeto, en este caso la madre, permanece aun cuando no esté presente. Si no se desarrolla, la ausencia siempre significará una intensa experiencia de pérdida. Puesto que el individuo no puede separar su Yo de los objetos, siente como si perdiera una parte de sí mismo en tales ocasiones.
Según Kernberg los afectados de TLP tienen un exceso constitutivo (y por tanto innato) de agresión en la temprana infancia, en la que la ira representa la principal consecuencia de la agresión. De igual modo, la libido, que se expresa en el excitación sexual, está elevada. Este exceso de actividad agresiva dificulta los objetivos descritos para el desarrollo, y por tanto es la causa del TLP

### Modelo Kleiniano

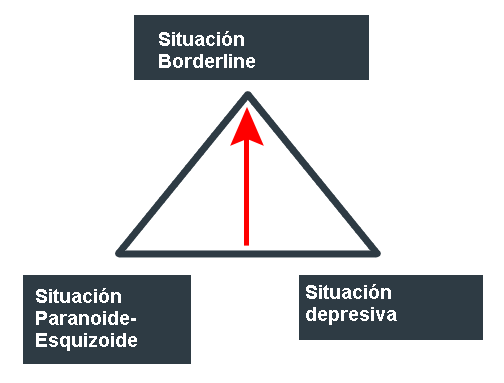
Equilibrio dinámico entre la situación-borderline, la paranoide-esquizoide y la depresiva según John Steiner (1979). La personalidad se puede mover en el interior del triángulo y en sus lados.

La conocida psicoanalista Melanie Klein, que puso las bases de la teoría de Kernberg, desarrolló diferentes teorías a partir de su trabajo con niños severamente desequilibrados desde 1935 hasta 1957, que fueron desarrolladas más tarde por John Steiner (1979) como un modelo particular para el TLP. Según Klein, los impulsos destructivos del niño generan fantasías aterrantes, que se proyectan en su madre y su relación parental. Se realizan procesos de intercambio con las personas de referencia primaria, en la mayoría de los casos los padres, a través de procesos de introyección y proyección, es decir con los objetos primarios. Para defenderse de los impulsos destructivos y alarmantes el niño los transfiere hacia el mundo exterior en cada caso.
Klein describe dos fases tempranas sucesivas, caracterizadas también por una forma específica de relación con los objetos. Las dos posiciones describen estados de ánimo frecuentes en que se encuentra el bebé en esta fase: La situación paranoide-esquizoide se caracteriza por la separación de los primeros objetos, el pecho de la madre. 
El niño diferencia un pecho bueno (alimentador) y otro malo (negador). El pensamiento en esta situación está muy influida por la fantasía de los objetos que lo persiguen. El niño fantasea, sobre la base de sus propios impulsos destructivos que proyecta hacia la persona de referencia, ser perseguido por ella. Las partes idealizadas de su "yo" y de los objetos son separadas estrictamente de las partes malas, perseguidoras, teniendo los temores y sentimientos de culpa habitualmente una función primitiva, perseguidora. 
En la otra dirección se sitúa la situación depresiva. Aquí, los objetos inalcanzables fueron percibidos crecientemente como objetos completos. La personalidad ha aprendido que los objetos pueden tener al mismo tiempo características buenas y malas. Como el niño ya no puede refugiarse en sus fantasías con solo cae en intensas experiencias de pérdida y, en palabras del propio Sigmund Freud, en el "Trauerarbeit", expresión de difícil traducción pero común en el psicoanálisis que significa "elaboración del duelo".(Duelo y Melancolía, Freud 1917)
John Steiner amplió este modelo introduciendo una tercera situación, la llamada "Situación Borderline". Ya la propia Melanie Klein había sospechado antes que podría existir transiciones entre la situación "esquizoide-paranoide" y la depresiva. La nueva situación queda en el límite entre las otras dos y mantiene un equilibrio dinámico entre ambas. Se considera un estado psicológico de retirada, escape, que surge cuando los temores de las otras dos posiciones se desbordan.
De acuerdo con Steiner, este es un sistema de defensas bien organizado o una situación de equilibrio altamente organizada. Si la estructura borderline se descompensa, puede conducir a insoportables sentimientos de culpa y luto (descompensación en la dirección de la posición depresiva) o bien a estados psicóticos de tipo maníaco (en este caso la descompensación es en la dirección de una situación paranoide-esquizoide).

### Modelo neuroconductual

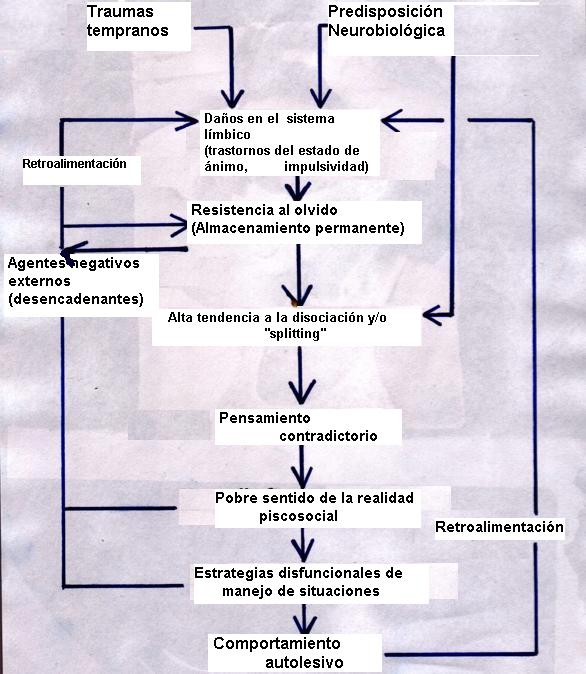
Diagrama de sistema del modelo neuroconductual del Trastorno límite de la personalidad.

El modelo neuroconductual da al TLP un enfoque multifactorial. Parte de afirmar que existe una predisposición neurológica, así como trastornos del desarrollo provocados por influencias traumáticas en la temprana infancia y que en etapas posteriores condujeron a conductas automáticas dañinas.
En el desarrollo posterior, las extremas cargas de la infancia temprana dañan el ya de por sí sensible sistema límbico, que hace que el proceso emocional sea más difícil. Así pues, la inclinación a la disociación (splitting) aumenta y se desarrolla una pronunciada estructura de pánico.
Puesto que los afectantes ((mal-)hechores) son, mayoritariamente, también los protectores, el niño depende enteramente de ellos y tiene una relación tan estrecha como positiva con ellos, modelándose, a través del contraste entre la sensación de seguridad y el abuso experimentado, una forma de pensar contradictoria y atemporal. Aquí desempeña el principio de introyección un papel especial. En un caso así, el modo de pensar del otro es adaptado paralelamente al propio modo de pensar. En situaciones extremas, esto se efectúa para dar sentido a la situación que se percibe.
Un fenómeno similar es el conocido como Síndrome de Estocolmo, donde la víctima de una situación extrema asume los modos de pensamiento de los captores. Algo similar refirió el sociólogo alemán Jan Philipp Reemtsma tras su secuestro. Tales pensamientos se perpetúan en los niños y, en forma correspondiente, ocurre con sus emociones. Este tipo de actos son disociativos puesto que rompen la unidad del Ego. Las experiencias extremas no son necesariamente desencadenadas por los padres u otras personas: pueden existir otras influencias que tengan los mismos mecanismos de acción.
El desarrollo emocional y el plano consciente son perturbados por igual. Las experiencias traumáticas almacenadas de forma permanente son proyectadas inconscientemente al entorno, y de esa manera las situaciones causales se hacen omnipresentes. Esto se refleja posteriormente también en las acciones y en las relaciones sociales.
En el curso de la enfermedad pueden actuar diferentes factores (p.ej. sexualidad incipiente, problemas coyunturales, psicoterapias inapropiadas) que retraumatizan con un efecto de feedback negativo. Además de esto, se desarrollan conductas autolesivas ideadas como intentos de solución al problema.
Según el modelo neuroconductista, cuando los afectados están en situaciones tensas o agobiantes quedan expuestos a una influencia permanente del estrés condicionado por un trauma, que puede operar tanto en forma abierta como latente.

### El TLP como una forma de Trastorno por estrés postraumático

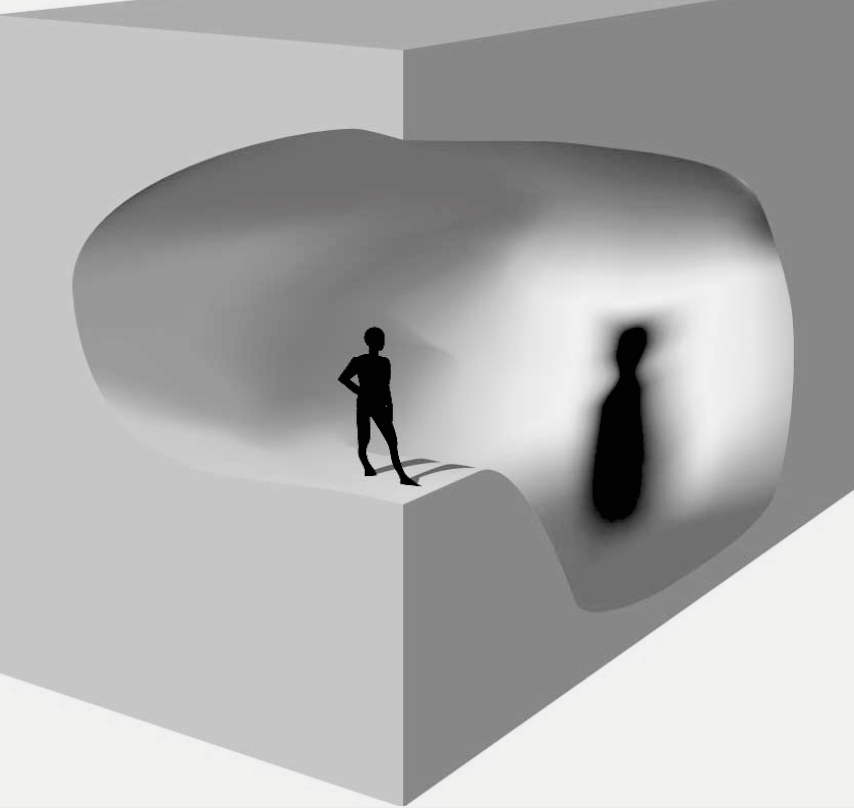
Aunque las investigaciones sobre los traumas y las teorías Psicoanalíticas son contrapuestas, describen el mismo principio: los afectados configuran su vida emocional con respecto al entorno sin ser conscientes. La diferencia, no obstante, está en que el segundo afirma que hay una sombra oscura en el pasado, simbolizado en la persona en su ambiente y en la imagen que refleja proyectada en sus emociones, pensamientos y acciones.

En las décadas pasadas, en particular en el periodo posterior a la guerra del Vietnam, se intensificaron las investigaciones sobre los trastornos por estrés postraumáticos (TEPT)en los EE. UU.. Se puso de manifiesto que formas particularmente graves del trastorno muestran múltiples manifestaciones clínicas, que excedían los conocidos criterios de una común TEPT y que cumplían con todos los criterios del TLP. El cuadro de este trastorno quedó resumido en el término "estrés postraumático complejo" en la entonces recientemente creada área de psicotraumatología. Casi todos los especialistas en traumas consideran el TLP como una forma severa del complejo de estrés postraumático. Las razones esgrimidas son las siguientes:
- Entre un 75 y un 90% de los pacientes de TLP dicen haber sufrido un trauma severo, más comúnmente abuso sexual y/o físico en la infancia.(Bohus, Unckel 2005, Herman 1992).

- El hecho de que las experiencias traumáticas falten en el grupo restante es prácticamente obvio dado que los traumas severos a menudo no son evocables, tanto más cuanto más tempranamente hayan tenido lugar en la infancia (priming-phase).

- El complejo TEPT explica la dificultad para comprender todos los aspectos sintomáticos del TLP.

No obstante, las conexiones entre ambos trastornos no están demostradas y la mayoría de los expertos de los campos cercanos sostienen que podría haber más factores implicados.

## Análisis de la personalidad Borderline
En este apartado vamos a repasar los rasgos vistos en el anexo III, pero examinando cuales son los más centrales, cuales se derivan de ellos, y como se condicionan los unos con los otros. Entendemos como rasgos centrales aquellos que están más directamente influidos por las causas subyacentes, que en los modelos más extendidos se acepta que provienen de una interacción entre la biología del individuo y su entorno.

### Pensamiento
Los afectados por el Trastorno límite tienen unas pautas de pensamiento dicotómico características, también llamadas "pensamiento de blanco o negro". De forma análoga encontramos patrones cambiantes de extrema idealización o devaluación de ciertas personas. Raramente consiguen mantener una idea emocionalmente constante de las personas significativas. La autoimagen oscila entre la inferioridad y las fantasías de omnipotencia (o megalomanía). Esto último es lo que motiva que los afectados hasta cierto punto asuman simultáneamente ideas básicas contrapuestas.
Todas estas pautas de pensamiento se caracterizan por dos cosas: Primero por "procesos de pensamiento fragmentado" y el segundo por procesos de pensamiento "primitivo" o primario. Ambas pautas están asociadas con la identificación proyectiva, que se encuentra muy pronunciada en los pacientes borderline. La identificación proyectiva es un mecanismo de defensa, en el que partes del Yo se separan y se ven reflejadas en otra persona. Estas serán entonces percibidas inconscientemente como partes de su propio Yo, de modo que algunos contenidos propios (valores, pensamientos y sentimientos) se perciben como pertenecientes a la otra persona.
Las formas típicas de pensamiento se dan especialmente en determinadas situaciones y en conjunción con ciertos objetos, como cuando la persona afectada esta fuertemente emocionado, en especial por objetos significativos para el sujeto. Por lo demás, las personalidades Borderline, dentro de su situación, son tan normales como cualquier otra persona en cuanto a su forma de pensar.
Según Leichsenring, Kernberg y otros, los patrones de pensamiento fragmentado y primarizado son tan pronunciados que la forma de pensar ya no sigue pautas racionales y lógicas. Leichsenring(2001) los describe como "peculiares, excéntricos y raros". En concordancia con Él, los presupuestos de Kernberg confirman que tales procesos mentales surgen por la confluencia de emociones primarias, mecanismos de defensa y relaciones de objeto. Esto es consistente con lo que Kernberg dice acerca de que los trastornos de pensamiento en las "condiciones de conflicto" de los TLP, son fallos, pero no defectos.

### Síntomas psicóticos
Como síntomas psicóticos típicos en los borderline encontramos el pensamiento mágico, que es especialmente común en los casos más graves. Pero es una cuestión controvertida si realmente se pueden considerar pensamientos psicóticos. Además se dan alucinaciones e ideaciones paranoides de poca duración. Las ilusiones sensoriales, no obstante, deben ser consideradas como pseudopsicóticas, porque a diferencia de las experiencias psicóticas genuínas no son percibidas como provenientes del exterior, sino como procedentes del interior, es decir, de uno mismo. Muchos expertos clasifican estos síntomas dentro de los trastornos disociativos. Las opiniones y estimaciones de cuanto deben durar los síntomas para ser clasificados como "de corto plazo" o "de largo plazo", y de cómo son de importantes, son muy distantes entre autores. Dulz y Schneider dan también por seguras las fases psicóticas largas en los casos de Borderline más serios (Mentzos 2001). Rohde-Dachser (1989) se refiere a estas situaciones como mini-psicosis, que se dan en especial en las terapias cuando se llega al fondo del conflicto que afecta al paciente. Kernber no ve rasgos psicóticos en el TLP, sino que habla de defectos ocasionales o errores en la forma de apreciar la realidad.

### Síntomas disociativos

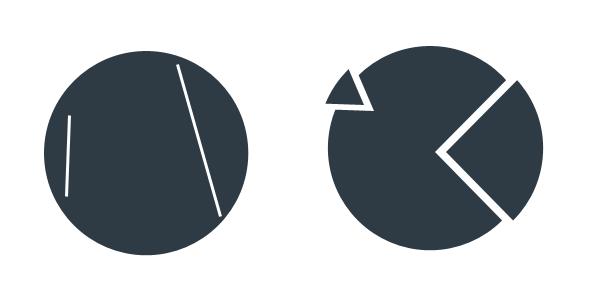
Representación del individuo como un círculo. A la izquierda el modelo de Donald Winnicott (1963). Representa una personalidad cerrada con un trastorno neurótico. Los trastornos se ilustran por las líneas blancas en su interior. Vamik Volkan (2001) completó la ilustración con una más (a la derecha)en la que representa los rasgos disociativos de la llamada "organización borderline". Las áreas blancas son mayores y se sitúan sobre el nivel neurótico.

Mucho más frecuentes que los síntomas (pseudo)psicóticos son los síntomas disociativos asociados con el TLP. Siempre están en el primer plano de la sintomatología (Herpetz, Sass 2001). La disociación consiste en que la estructura del Yo del individuo no ha quedado cerrada (integrada) como una unidad. 
Kernberg (basándose en Melanie Klein) desarrolló un modelo distinto de cómo se origina la división del Yo en el TLP. El modelo es aceptado por algunos investigadores importantes del trastorno, pero actualmente tiene en contra a la mayor parte de los círculos profesionales.
Así pues, los trastornos disociativos son reacciones naturales a un estrés mental extremo. Las experiencias improcesables se quedan indefinidamente congeladas y -dependiendo de la severidad- separadas en diversos grados de la personalidad. Esto incluiría sentimientos extremos y pensamientos hasta partes más o menos autónomas de la personalidad que son contradictorias y que más tarde pueden activarse.
Estos trastornos afectan a cada TLP en diversos grados de severidad y también de diferentes modos. Entre ellos están la despersonalización, la desrealización, los estados crepusculares, trastornos de pensamiento y amnesias (parciales), himnesias, pensamientos obsesivos y perdida de control cuando las cargas emocionales fragmentadas se (re)activan.

### Conducta social

#### General
En el trato con otras personas, les resulta difícil establecer los límites. Por ello, el contraste entre el "miedo a la intimidad" y el "miedo a estar solo" juega un papel esencial (ver la sección "miedos específicos"). Puede darse el caso de que los afectados ofendan a otros, incluso de modo inconsciente. Esto puede ser una manifestación de agresividad o puede estar desencadenada por el miedo a la proximidad.
Las situaciones emocionalmente extremas pueden dar lugar a conductas impulsivas, especialmente en el caso de una ofensa dolorosa o supuesta y en situaciones sociales críticas. Más adelante veremos individualmente estas situaciones. También hay otras formas posibles de reaccionar contra las ofensas, como el retraimiento y/o el desprecio. Además de estos aspectos los afectados pueden poner de manifiesto conductas excéntricas.
En algunos casos los afectados muestran una pauta de frecuentes cambios en sus contactos y círculos sociales. También dentro del área sexual puede conducir a conductas patológicas, anormales o de riesgo, con fases alternantes de anhedonia y promiscuidad, lo cual puede constituir una forma de autoagresión. Esto suele darse especialmente en las víctimas de abusos (sexuales o no) en la infancia.
Otros rasgos que se pueden encontrar en varios aspectos son la conducta manipulativa y el control compulsivo. La conducta manipulativa, por ejemplo, puede tener el propósito de evitar abandonos. Además, otros sujetos pueden intentar estabilizar su balance interno mediante las proyecciones identificativas arriba descritas. Esto puede suponer un agobio para las relaciones.
Durante las conversaciones los afectados examinan muy intensamente los comentarios y las señales de comunicación (gestos, expresiones faciales, formas del habla) por sus especiales características. Esto puede significar que por desconfianza, miedo o una frágil autoimagen tratan de ver posibles ofensas.

#### Formas de apego
En la Teoría del apego se discuten las diferentes formas de generar vínculos estrechos que se encuentran en los pacientes Borderline. Las investigaciones sobre el apego han demostrado que los afectados muestran con mayor frecuencia un estilo de apego inseguro en la edad adulta. En particular, se ve una forma desorganizada de estilo de apego. La investigación psicoanalítica sospecha especialmente de la existencia de una relación entre el apego ambivalente-inseguro y el apego desorganizado en el desarrollo de la personalidad TLP.
Apego Inseguro-ambivalente
Los vínculos inseguro-ambivalentes son el contraste de los inseguro-evitativos, pero ambos tipos se usan y aparecen en diferentes tipos de trastorno de la personalidad. Las personas que manifiestan un tipo de vínculo inseguro-evitativo rechazan las relaciones estrechas y no parecen necesitarlas. Este tipo de vínculos surgen primariamente por un rechazo temprano. La otra variante de vínculo es la propia del TLP.
Las personas que muestran vínculos inseguro-ambivalentes tienden internamente a "colgarse" de la persona con la que establecen el vínculo. No obstante muestran al mismo tiempo ira y enfado. De una mano manifiestan al principio un gran anhelo de relacionarse y deseos de fundirse en la relación. Por otra parte añaden a esto en realidad sentimientos de estar agobiado y forzado. Este tipo de vínculos se han desarrollado a partir de un apego inseguro a los individuos de referencia en la temprana infancia y a su conducta impredecible. La conducta impredecible se les trasmite así caracterizando más tarde sus patrones de relación.
Apego inseguro-desorganizado
Los vínculos inseguro-desorganizados constan de dos subtipos: hostil-sancionador y reconfortante-solícito. Ambos se desarrollan a partir del mismo trasfondo (abandono y/o malos tratos), pero posteriormente los afectados se quedarían enquistados en uno de estos dos estilos: no pueden cambiar con flexibilidad entre uno y otro.
Aunque el tipo hostil-sancionador está más descrito en otros trastornos, también se puede encontrar en el TLP. El estilo reconfortante-solícito es mucho más frecuente en el TLP. En ambos casos los TLP los afectados tratan de controlar sus relaciones con otros.

#### Relaciones
La conducta en las relaciones es uno de los rasgos principales de los trastornos de la personalidad y especialmente en el TLP juega un papel dominante (Huber 2005). Las relaciones tienen una gran importancia para los afectados, pero tienen perturbada su capacidad para mantenerlas. 
Las relaciones de pareja discurren de manera muy individual y en ocasiones pueden funcionar bien. No obstante los impulsos negativos pueden ser a veces devastadores, de modo que puede suceder que los daños acaben con la relación. En algunos casos los compañeros sentimentales involucrados en una fuerte relación pueden necesitar después de algún tiempo ayuda psicológica, especialmente por traumas leves a causa de transferencias traumáticas.
Son particularmente problemáticas las relaciones en las que ambos compañeros están afectados, porque tienen distintos tipos de vinculación, son ambos sensitivos y porque los factores de interferencia se acumulan. Suelen tener algunas relaciones largas y difíciles con frecuentes separaciones y reencuentros. El como terminen esas relaciones depende de los estilos de vínculo de los compañeros. Básicamente se puede decir que cuanto más semejantes, mejor. Por tanto, incluso las relaciones entre afectados tienen posibilidades de funcionar bien.

### Emocionalidad

#### Inestabilidad afectiva
Los afectados viven en un mundo emocional extremo e inestable. Pueden manifestar esto en cambios rápidos de humor y profundas crisis emocionales. El umbral de enfado o irritación es muy bajo. Incluso pequeñas circunstancias pueden ser fuertes impulsos emocionales desencadenantes y ciertos estímulos pueden ser difíciles de procesar, de modo que fácilmente puede suceder que experiencias negativas, como ofensas o reproches puedan bloquearles emocional y mentalmente. Les resurgen como flashbacks y les lleva bastante tiempo volver a los recuerdos normales.
A pesar de tales sensibilizaciones los afectados experimentan extremos temores y un estrés difuso, con lo cual no perciben diferenciadamente las distintas emociones.
A causa de este fuerte mundo emocional se llega a trastornos del sueño persistentes. No todos los afectados tienen estos problemas permanentemente y con la misma intensidad, pero todos ellos tienen que luchar con ellos.

#### Control de los impulsos
El pobre control de los impulsos conduce a una pauta intensiva de trastornos de la conducta. Esta conducta es primariamente autoagresiva pero también puede ser heteroagresiva. Los afectados intentan de forma característica suprimir los impulsos, lo cual los distingue de las personalidades antisociales. No obstante les repercute su impulsividad en el pensamiento y la conducta social.

#### Dinámica emocional
Los sentimientos característicos del TLP son el miedo, la ira y la desesperación, también sentimientos de culpa y depresión (o tristeza, vacío y derrota). Se pueden experimentar intensas emociones de forma consciente, aunque también subliminalmente. 
Los aspectos emocionales funcionan en la dinámica de poder-impotencia, que es como el hilo conductor de la personalidad. La impotencia corresponde con el desvalimiento y está asociada con la desesperación mientras el poder supone lo opuesto, significando control. El miedo y la ira ( y su principal consecuencia, la agresión) se localizan entre estos opuestos.
La desesperación es un sentimiento extremo del espectro humano y está en el polo negativo. El miedo (o pánico) y la ira (o agresión) resultan de la desesperación (o sentimientos de impotencia) y se mueve en la dirección del supuesto polo positivo. De acuerdo con las principales escuelas la agresión surge del sentimiento de amenaza existencial, especialmente desde una amenaza percibida por la estructura del Yo. Por tanto, la agresión está provocada por el miedo.
Según el contexto, pueden mostrar compulsiones de control consciente o inconsciente, así como violencia potencial y ambición patológica. Esto se puede referir a su propia personalidad y a su propia organización, pero también a contextos sociales también en conexión con la relación de objeto perturbada.

#### Producción de fases de afectividad neutra
A muchas personas con estructura borderline les sucede que pasan de estados de irritabilidad y gran carga emotiva a fases de ausencia completa de emotividad. El sujeto es cada vez menos sensitivo hasta que desaparece la más pequeña traza de sentimiento. Muchos afectados se sienten irritados por estos estados, sin embargo la mayoría se siente más aliviada.
Hoffmann, Dulz y Schneider describieron este fenómeno como un mecanismo específico como defensa contra la ansiedad además del encolerizamiento, las acciones (control del temor mediante la auto y heteroagresión)y la proyección. Si los pacientes consigen suprimir constantemente las emociones, cambiarán el cuadro por el de un Trastorno esquizoide de la personalidad. Algunos investigadores (Herman, Sachsse, Huber) ven este estado "sordo" como una forma típica de disociación: la persona cae en otro estado de la personalidad.
Las condiciones extremas que pueden darse con frecuencia, como la conducta autolesiva, la conducción temeraria o el abuso de sustancias pueden ser un intento de reducir la tensión o calmarse.

### Miedos específicos del TLP
Los afectados, generalmente, sufren de pronunciados miedos que se correlacionan con cada contenido. Los temores no siempre son consistentes y se dan varios tipos de estos de sentimientos. Pueden ser de ansiedad generalizada pero también ataques aistados de ansiedad (por ejemplo, ataques de pánico) y varios trastornos fóbicos. Pero ciertos tipos de temores son particularmente frecuentes e intensos y por tanto son específicos del TLP.

#### Miedo a la proximidad
Los afectados por el trastorno tienen miedo de la intimidad y a conceder demasiado poder a los otros. Este temor se puede dar tanto de forma consciente como inconsciente, y paradójicamente puede darse simultáneamente con el miedo a la soledad (ver más adelante).
Como "miedo por una fantasía de ser anulado" señala Sven Hoffman (2001) una forma básica de ansiedad que también se aplica igualmente al miedo a ser dominado. Pero realmente está acoplado a una fuerte pérdida de realidad. Los afectados tienen pensamientos mágicos, que les llevan a temer extinguirse. La proximidad se percibe aquí como una experiencia muy intensa que les dice que amenaza su propia estructura y seguridad. Algunos de los afectados evitan incluso cualquier clase de proximidad emocional y, en algunos casos, proximidad física (besos, abrazos, relaciones intimas, etc). 

#### Miedo a la soledad
El miedo a la soledad se refiere a la pérdida de una relación. Incluye dos componentes: miedo a la pérdida de un objeto social y miedo a la pérdida del amor del objeto. Estos miedos arrancan del deseo de aumentar la proximidad en las relaciones sociales, los llamados "deseos de fusión". Además, los afectados tienen miedo a un abandono inmediato.
Es la pérdida de un ser querido, por ejemplo.

#### Miedo a perderse a sí mismo
El miedo a la pérdida de sí mismo es un término a veces mal interpretado y no debe confundirse con el miedo a la muerte. Es un miedo que los borderline tienen a perder su propia personalidad, su identidad y en sentido amplio, a su Yo.
Según Hoffmann (2001) estos temores provienen del intento de neutralizar los miedos al abandono y a la pérdida arriba mencionados. Al menos son experimentados como tan amenazadores como los miedos causativos. Otras teorías (Herman, Huber) dicen que son el resultado de síntomas disociativos.

#### Miedo de sí mismo
El miedo a sí mismos proviene de temores a perder el control sobre sus propias fantasías, deseos o emociones problemáticas. Esto significaría, por ejemplo, para alguien que está sobrecargado por su ira, que ya no podría diferenciar sus fantasías de la realidad o bien que acabaría cendiendo ante un apremio compulsivo.
Este miedo también está presente en los trastornos neuróticos, en particular en los fóbicos y de ansiedad. Sven Hoffman (2001) los asignó al "subgrupo neurótico".

#### Miedo de regresión estructural
El miedo a la regresión estructural es un temor consciente o inconsciente a perder de nuevo el estatus del Yo, por ejemplo, a no poder mantener sus progresos o capacidades. Esto significa que las personas afectadas por el TLP parcialmente son muy competentes, pero sufren severas presiones internas. Como resultado, muchas veces se tienen que enfrentar al fracaso, tanto profesional como en su vida privada. Este miedo se forma como resultado de una "debilidad específica del Yo" (o fragilidad del Yo).
- No hay referencias disponibles y la búsqueda del concepto no conduce a información relacionada.  Si alguien tiene conocimiento y puede proveer alguna referencia, se le agradece.

### Conductas autolesivas y tendencias suicidas
Las conductas autolesivas en el TLP se enclavan dentro de las tendencias suicidas, aunque no estén destinadas a provocarse la muerte. Hay diferentes tipos de conductas suicidas en un sentido estricto, como los daños físicos provocados por cortes, sangrados, pellizcos, quemaduras y otros métodos. Además existen formas más indirectas como el abuso de sustancias, trastornos de la alimentación y en general por excesos. La conducta autolesiva, en términos más amplios, serían los actos, conscientes o inconscientes que pusieran bajo amenaza a los afectados, en una situación peor, o les creara dificultades.
Para un tratamiento de las tendencias suicidas, leer el apartado El riesgo de suicidio en el TLP